# ولادیمیر ماکسیموف
ولادیمیر ماکسیموف (روسی: Владимир Салманович Максимов؛ زادهٔ ۱۴ اکتبر ۱۹۴۵) بازیکن هندبال اهل اتحاد جماهیر شوروی سوسیالیستی است.